# Бредихины
Бреди́хины — русский дворянский род столбового дворянства.

## История рода
Название фамилии происходит от слова Бредиха (пустомеля, болтун).
В Гербовнике указано, что род происходит из стольников и иных чинов, жалованных поместьями в 1613 году и внесением рода в VI часть родословной книги Московского дворянства. Остальные ветви рода более позднего происхождения, в том числе и Бредихины из города Дедилов, где основатели рода служили казаками
Наиболее древняя линия рода происходит от дьяка Семёна Бредихина записанного в Боярской книге 1627- 1630 году. В рассказе о походе королевича польского Владислава на Москву, упоминаются посланцы в Крым: Степан Хрущев, да подьячий Семейка Бредихин
Патриарший стольник Мартемьян Семенович Бредихин, владевший поместьями в Московском уезде, был первым дворянином. Фёдор Мартемьянович, дьяк, стряпчий в 1656—1676, стольник 1676—1692, ездил в 1653 г. послом в Малороссию. Отпуская 9 сентября 1653 года посланцев Богдана Хмельницкого, русское правительство отправило с ними новое посольство к гетману во главе с ближним стольником Родионом Стрешневым и дьяком Мартемьяном Бредихиным.
Александр Федорович, был новгородским губернатором при императрице Анне Иоанновне. Сергей Александрович (1744 — 81 (4?), при восшествии Екатерины II на престол, в 1762 г. служил в лейб-гвардии Преображенского полка капитан-поручик Бредихин Сергей Александрович, ставший генерал-поручиком, камергером, был он одним из участников заговора по свержению Петра III.
К московским Бредихиным относится, может быть, ветвь Бредихиных, происходящая от младших сыновей дьяка Семена Бредихина и записанная в VI часть родословной книги Тульской губернии. Её представители имели обширные поместья в Тульской, Тамбовской, Липецкой губернии и в Орловской губернии.
Два других дворянских рода Бредихиных, восходящих к первой половине XVII в., происходят от древних «дворовых дворян» Курского края, сыновей верстанного поместьем в 1626 г. боярина Мануила Бредихина: Наума Мануйловича Бредихина (1626—1628) и Афанасия Мануйловича (1619,1626-1629), и занесены в VI часть родословной книги Курской губернии; Из его потомков был живший в конце XIX века Бредихин Сергей Федорович в г. Дмитриевск, Курской губернии. Отмена крепостного права в 1861 году способствовала разорению и обеднению большей части этой линии, что привело к массовому исходу в конце XIX — начале XX века Бредихиных из Курской губернии.

## Известные представители
- Бредихин Фёдор Мартемьянович — стряпчий в 1658—1676 г., стольник 1676—1692 г.
- Бредихин Семён Фёдорович — стольник царицы Натальи Кирилловны в 1676 г.
- Бредихин Афанасий Семёнович — стряпчий в 1679 г., стольник в 1682—1692 г.
- Бредихин Александр Фёдорович — стольник царицы Евдокии Фёдоровны в 1686—1692 г[4].
- Фёдор Александрович Бредихин — русский астроном.
- Бредихины широко представлен на юге Малороссии: Бредихин Александр Николаевич, г. Путивль, Бредихин Анатолий Александрович, г. Николаев. Херсонская губерния. Одесский уезд., Бредихин Василий Александрович, Бредихин Василий Александрович. Бредихин Владимир Иванович, Бредихин Хрисанф Александрович, Бредихина Елизавета Степановна.
- В Евпатории жила семья дворянина Ореста Петровича Бредихина. Дачевладелец Никита Евстафьевич Бредихин, который построил на ул. Дувановской двухэтажный дом, который затем перейдет к владельцу пивоваренного завода М. Б. Герману и станет известен, как вилла «Люкс». Точно не установлено, к какой линии Бредихиных относится Бредихина Анна Александровна (1733—1808), у неё был муж Долгоруков Николай Алексеевич, сын и четыре дочери.
- Иван Александрович — хирург, с 1852 по 1857 г. учился в Московском университете. В 1862 г. за диссертацию «О возрождении кости из надкостницы вообще и в частности после резекции» (Москва) был удостоен степени доктора медицины и назначен доцентом при Московском университете; в 1864 г. командирован за границу для усовершенствования в теоретической хирургии. По возвращении Бредихин был определён профессором Московского университета и заведовал клиникой по своей специальности до дня смерти — 5 декабря 1871 года. Эта линия рода Бредихиных записана в VI часть родословной книги Московской губернии[7].
- Бредихин Александр Федорович
- Бредихин Сергей Александрович
- Бредихин Николай Алексеевич
- Бредихин Николай Федорович

## Описание гербов

#### Герб Бредихиных 1785 г.
В Гербовнике Анисима Титовича Князева 1785 года имеется печать с гербом камергера, участника переворота 1762 года Сергея Александровича Бредихина, женатого на княжне Анне Федоровне Голицыной: в щите, имеющем серебряное поле, изображены восстающие фигуры: справа — коричневый лев, а слева — серый крылатый гриф, мордами к середине. Щит увенчан коронованным дворянским шлемом, без шейного клейнода. Цветовая гамма намёта не определена.

#### Герб. Часть VIII. № 33.
«В щите, разделённом на двое, в верхней половине в голубом поле находится стропило, составленное из золота, чёрного цвета и серебра, в нижней половине в серебряном поле изображены две ветви (с одной пчелой на каждой) и между ними на голубой полосе шестиугольная золотая звезда. Щит увенчан дворянским шлемом и короною со страусовыми перьями, на которых крестообразно положены две шпаги остроконечиями вверх. Намёт на щите голубого и чёрного цвета, подложенный золотом».